# 食養会
食養会（しょくようかい）とは、石塚左玄が提唱した玄米を基本とした「食養」を普及・実践する団体である。左玄の食養を実践する団体としては「帝国食育会」という団体が先にあったが、食養会は会長に石塚左玄を迎えて1907年（明治40年）に創設された。設立は、内務省の意向でもあった。食事療法や書籍の刊行、会の趣旨に適う健康食品の販売などを通じて、食事で健康を養うための理論を展開した。
1943年頃、機関誌『食養雑誌』は国民食協会に統合され、後に国民栄養協会発行となったが内容は食養ではなくなった。
後に林仁一郎が『食養雑誌』を復刊させたこともあり、完全食連盟、二木謙三による養生会の再建、日本総合医学会の設立、食養会出版事業としてのいくつかの出版を果たした。食養会の会長も務めた桜沢如一によるマクロビオティックは世界に普及した。

## 食養
左玄の『化学的食養長寿論』の序には「食よく人を養うも、またよく病を医す」とある。人間の食物は穀物が主体であり、草食や肉食にすぎることなく。身土不二として、その土地にその季節にできるものを食べよ。明治時代の西洋にかぶれたハイカラ教授は肉、バター、牛乳、卵だけが栄養かのように言うが、ナトリウムが多いのは動物性、カリウムが多いのは植物性、中間に玄米があり調和よく食べよ。ただし、禅宗の僧侶、欧米のベジタリアンなど動物性の食物を食べなくても健康長寿の楽しみを得ることができる。一物全体、生命体は全体において調和しているのだから、全体を食べよ。刺身のような部分、皮をむくこと、白米、精白小麦粉、砂糖のように部分で食べれば、多病の千弱な人間となる。

## 年譜
食養会より先にはいくつかの団体があった。双塩会は1892年（明治25年）ごろに大阪に存在した食養を実践する団体である。帝国食育会は、1905年（明治38年）に石塚左玄の食養を普及するとして、新聞社の創業者でもある菟道春千代を中心に結成される。会員数は300人程度で、1907年には活動も停止している。1905年1月5日のその新聞『食養新聞』第1号でも、当時の戦争情勢を反映したもので、教育はまず食育にありとも述べられ、左玄の既刊書からの抜粋もあった。11月10日の新聞22号で、帝国食育会の設立趣意が掲載され、穀食によって着実さを養い無病長寿をもたらすことが本旨であり、食養法にて心身を改造すれば国民教育も報われることになるということである。こうした活動は菟道春千代による石塚左玄の診断や食事法への疑問によって解散された。
食養会は1907年（明治40年）10月17日設立され、左玄の賛同者や健康を回復した者が増えたことによる。左玄が陸軍の要人であったことから、発起人には陸軍関係者や政財会の面々が名を連ねた。設立当初は、化学的食養会。1917年（大正7年）3月12日には社団法人となった。
林仁一郎は、大学病院でも治らなかった腸の通過障害を伴う大病を左玄の玄米食で治し、昭和医大を卒業し医師となり東大や北里研究所で研究し、久邇宮（宮さま）が血便を呈した際に往診の依頼があり、誤診があった場合には切腹を覚悟して玄米の握り飯を勧め、1週間で快方へ向かったということもあった。林は1937年より食養会附属病院の院長に就任。桜沢如一も同様にして、肺結核、腸結核に苦しんだところを左玄の食養法にて回復し会に関わるようになる。
1937年（昭和12年）4月、桜沢如一が幹事および編集主任となる。林仁一郎は会の運営の裏方を担った。会はこれまでになく盛況し全国に普及する。（東京新橋）田村町に4階建ての会館が建ち、月刊誌は購読者1万人であった。1940年（昭和15年）ごろ、会長の桜沢如一は何冊もの著書を出版し、華族にも近づいており、食養会は興隆していた。しかし、理事たちから反発を買った桜沢は、食養会を逐われる。事業家としての面も持つ桜沢は、小型飛行機の事業で稼いだお金を食養会の復興にあててその復興に成功したが、会を理事会に一任した矢先、乗っ取り団に乗っ取られ、会は1年もたたない間に食いものにされ、会館も売り飛ばされたとのことである。事の顛末については、桜沢の『食養会のこと』にて触れられている。
1942年頃、厚生省の意向で食養会と「家庭国民食中央会」が統合され、社団法人の「国民食協会」となったが、食養の実践にはつながらなかった。
団体は、第二次世界大戦（1945年終結）後にはGHQ（連合国軍最高司令官総司令部）によって公職追放された。
現在、玄米菜食を実践している団体には、桜沢如一が食養会の後に1940年から活動しはじめ、左玄の理論を発展させたマクロビオティックの関連団体や、1954年に二木謙三が創設し初代会長となった日本綜合医学会がある。
林仁一郎は、医師でありながら食養普及の努力が客引きと誤解されないためにも病院を経営せず、戦時中よりビスケット工場を運営し収入があるため、診察にお金を貰わなかった。後に全国ビスケット協会の幹事でもあり、東京都ビスケット工業組合の理事長でもあった。その後も、同志の沼田勇の協力で、1953年より『食養雑誌』を復刊させ、完全食連盟、二木の養生会の再建、日本総合医学会の設立、食養会出版事業としてのいくつかの出版を果たした。そして、食養会と日本総合医学会の会長、養生会の副会長を務めた。
沼田勇は、戦前20代のとき北里研究所の生化学室にて、寝る間も惜しんで、青春を賭けた猛烈な研究生活を送り「ビタミンＣ酸化酵素」や「ビタミンB1分解酵素（アノイリナーゼ）」などの世界的な発見をいくつもした。北里研究所時代に二度、戦争に召集され、終戦後の1946年（昭和21年）の夏には軍医少尉として防疫官の任務に就き、中支派遣軍150万人、並びに一般邦人50万人の「上海」引き上げ時、衛生状態の甚だ悪く、薬や消毒液が皆無で、コレラ・赤痢の発生は逃れられない状況の中、酸に弱いコレラ菌と胃の生理からの発想から予防法を創案して、全員無事に内地へ帰国させることができた。このときの予防法が、2003年（平成15年）12月に世界保健機構（WHO）に「沼田法」として採用された。
北里研究所時代に林仁一郎に出会い、食養を知った沼田は、石塚左玄の食養の原理のすばらしさに注目し、生化学者の立場から食養の再評価に努めた。沼田勇は、日本綜合医学会の創立者の一人であり、第4代会長を務めた。綜合医学会で食養の学校を作る提案をして、日本綜合医学会食養学院開講のきっかけを作るなど、生涯食養の普及に尽力した。
日本綜合医学会は、2000年（平成12年）NPO法人日本綜合医学会として再スタートした。

## 歴代の会長
- 1907年 初代会長 石塚左玄
- 1918年（大正7年）～　三井得右衛門[23]
- 1937年（昭和12年）～ 桜沢如一[16]

## 雑誌
食養会は、1907年（明治40年）11月10日に、月刊誌である『食養雑誌』を創刊した。1942年（昭和17年）12月まで食養会が35年間にわたり発行したが、翌年1月の420号からは国民食協会が発行している。424号では国民食協会が食養の科学的研究を行っていくという方向性が示された。しかし、同年426号から誌名を『国民食』と変え、バターや砂糖を使った料理が掲載されるようになり、食養の話題からは離れた。
3年後の1946年4月からは誌名を『食生活』と変えている。『食生活』は2006年に創刊100年となり、通号は1100号を超え5万部発行されている。『食生活』の発行者は国民栄養協会となり、2001年からは全国地区衛生組織連合会が発行を引き継いでいる。その後、全国地区衛生組織連合会の手を離れ、現在は株式会社カザンにより編集された。2010年まで、判型はＡ5判、栄養士・管理栄養士向けの情報を中心に、学術的な内容を掲載していたが、2011年5月号からは判型をA4変形に拡大。調理師や食品流通関係者、農林水産業従事者まで、食にかかわるあらゆる分野の読者層に向け「知的好奇心を追究する食の専門誌」としてリニューアルした。
一方で、『食生活』1952年8月号は、平塚らいてうによる「わたくしたちの菜食主義」が掲載されており、らいてうが36、37歳の頃、頭痛と嘔吐で生きた心地もせず、治せる医者も薬もなく困っていたところに、石塚左玄の食養や二木謙三の玄米食について読み、そして会って話を聞き、食生活の誤りを悟り、以来30年近く実践してきたといった逸話が掲載されたこともあった。
2015年11月号をもって、明治40年より109年間親しまれていたという『食生活』は休刊した。その11月号は特集「中華麺」であった。
食養に生涯をささげていた林仁一郎が月刊を目指し、1953年より復刊『食養』を続行していたこともある。